# پادشاه چکگیه
پادشاه چکگیه (به کره‌ای: 책계왕)، (سلطنت: ۲۸۶~۲۹۸ میلادی) نهمین پادشاه بکجه بود. پسر پادشاه گوی، او را پادشاه چونگگیه (청계왕) و پادشاه چگچان (책찬왕) نیز می نامند. گفته می‌شود او هیکلی درشت داشت و تندخو بود.

## پیش‌زمینه
او پسر ارشد پادشاه گوی بود. او پس از مرگ پادشاه گوی درسال ۲۸۶ میلادی که پنجاه و سومین سال سلطنت پادشاه گوی بود به پادشاهی رسید. سامگوک ساگی نوشته است که «قد و قامت او بلند و بزرگ و با روحیه و قهرمان بود».

## سلطنت
همسر او که نامش بوگوا (보과) ثبت شده است، دختر فرماندار فرمانداری دایفانگ بود. این اتحاد زناشویی به اصطکاک بین پادشاهی شمالی گوگوریو و بکجه کمک کرد، پس از اینکه گوگوریو درسال ۲۸۶ میلادی به دایفانگ حمله کرد و پادشاه چکگیه نیروهایی را برای کمک به دایفانگ فرستاد.  پادشاه چکگیه دژ ویریه‌سونگ، دژ کوه آچا و دژ سا را تقویت کرد تا از دره رودخانه هان در برابر انتقام‌جویی مورد انتظار دفاع کند.
درسال ۲۹۸ میلادی، بکجه توسط مک-این (맥인، احتمالاً اشاره به دونگ یه) و فرمانداری لیلانگ مورد حمله قرار گرفت و پادشاه چکگیه کشته شد.
سامگوک ساگی: «پادشاه مردان بالغ را برای تعمیر دژ ویریه استخدام کرد. گوگوریو به دایفانگ حمله کرد. دایفانگ از ما کمک خواست. قبلاً پادشاه با دختر پادشاه دایفانگ، بانو بوگوا ازدواج کرده بود و او را صیغه خود کرده بود. بنابراین گفت: «دایفانگ کشور بستگان من است، چگونه می توانم به این احضار گوش نکنم؟»، سپس او نیرویی را برای نجات آنها به بیرون هدایت کرد، و پادشاه از حمله تلافی جویانه ترسید، و قلعه های آچا و سا را تعمیر کردند.»
- ۲۸۷ میلادی، بهار، ماه اول. پادشاه از آرامگاه امپراتور دونگمیونگ بازدید کرد.
- ۲۹۸ میلادی، پاییز، ماه نهم. مردم هان و یه‌مک حمله کردند. پادشاه نیرویی را برای دفاع رهبری کرد و دشمنان او را کشتند.

## خانواده
- پدر: پادشاه گوی
- مادر: دختر فرماندار فرمانداری دایفانگ.
- ملکه: بانو بوگوا - دختر فرماندار فرمانداری دایفانگ.
  - پسر: بویو بونسو - دهمین پادشاه بکجه، پادشاه بونسو